# Сена в Аньєрі
«Сена в Аньєрі» (фр. La Seine à Asnières) — картина французького художника Клода Моне, написана в 1873 році. Зберігається в Державному Ермітажі (інв. ГЭ-10613).

## Історія та опис
У другій половині XIX століття містечко Аньєр-сюр-Сен був передмістям Парижа й улюбленим місцем відпочинку любителів риболовлі та човнового спорту, паризька молодь постійно там влаштовувала пікніки й заміські прогулянки. На початку 1870-х років сюди любив приїжджати й Клод Моне. Він одним із перших серед найвідоміших живописців став писати тут свої пейзажі (вже після нього тут працювали Сіньяк, Бернар, ван Гог, Сера та інші), раніше нього тут працював тільки Гюстав Доре.
Картина написана в 1873 році, коли Моне вже жив в Аржантеї, неподалік від цього місця. На передньому плані дещо в тіні зображені пришвартовані до ближнього берега рибальські човни, протилежний берег річки залитий сонячним світлом і щільно забудований дво- та триповерховими будинками, видніються кілька людських фігур.
Картина була придбана на початку XX століття німецьким колекціонером Едуардом Лоренцом Лоренц-Мейером, після його смерті успадкована його дружиною Алісою Мейер, під час Другої світової війни була захоплена радянськими військами й відправлена в СРСР в рахунок репарацій; довгий час зберігалася в запасниках Державного Ермітажу й була показана лише в 1995 році на Ермітажній виставці трофейного мистецтва; з 2001 року значиться в постійній експозиції Ермітажу й з кінця 2014 року експонується в Галереї пам'яті Сергія Щукіна й братів Морозових в будівлі Головного Штабу (зал 403).
Відомі ще два авторських варіанти цієї картини, написані в тому ж 1873 році, причому один із них практично повністю повторює роботу з Ермітажного зібрання, хоча й дещо відрізняється розмірами. Другий варіант має набагато більше відмінностей: так, наприклад, човни й протилежний берег зображені з дещо іншого ракурсу, на річці зображена яхта, яка йде під повними вітрилами. Перша копія картини зберігається в США в закритому приватному зібранні, другий варіант знаходиться також в США, перебував у колекції Гавмейєрів і потім також опинився в закритому приватному зібранні.